# Thiemo Storz

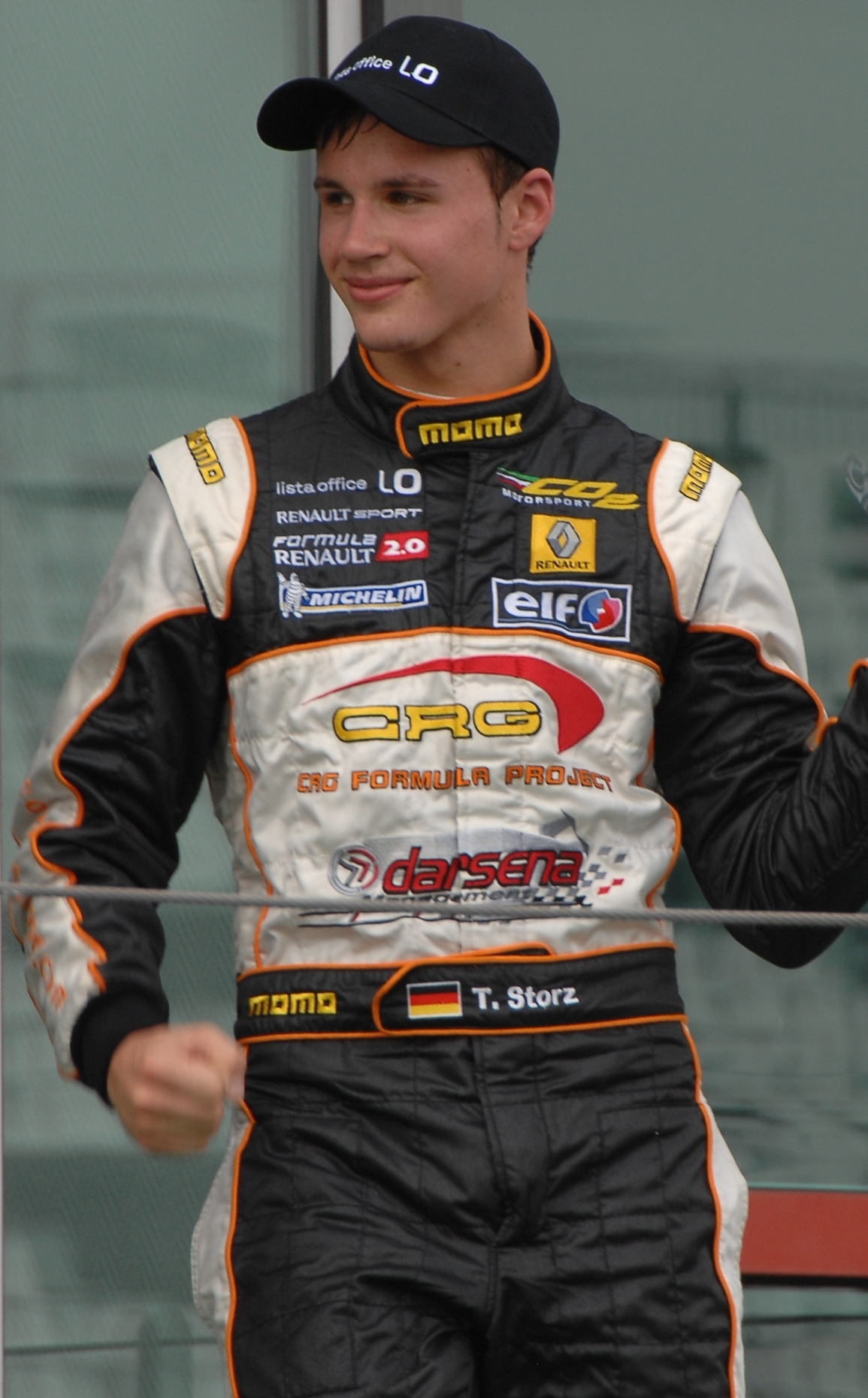
Storz in 2009

Thiemo Storz (Tettnang, 12 oktober 1991) is een autocoureur uit Duitsland.

## Carrière

### Formule Renault 2.0
Nadat hij tien jaar kartte, stapte Storz in 2008 over naar eenzitters, waarbij hij zijn debuut maakte in het Formule Renault 2.0 Italië Winterkampioenschap. Nadat hij als zevende finishte in zijn eerste categorie, nam hij ook deel aan de Formule 2000 Light Italië Winter- en hoofdkampioenschappen, waar hij respectievelijk als vierde en veertiende eindigde.
Storz bleef in de Formule 2000 Light Italië in 2009, maar nam ook deel aan de LO Formule Renault 2.0 Zwitserland en aan de ronde op de Hungaroring van de Formule Renault 2.0 Italië.

### Formule Palmer Audi
Storz miste bijna het gehele raceseizoen 2010 door zijn opleiding, maar hij nam wel deel aan de ronde op Rockingham Motor Speedway van de Formule Palmer Audi. In de eerste race behaalde hij een knappe tweede plaats, maar in de tweede race viel hij uit.

### Formule 2
Nadat hij aan het eind van 2010 testte in Portimao en Barcelona, zal Storz zijn Formule 2-debuut maken in 2011.